# Hyperolius montanus
Hyperolius montanus là một loài ếch thuộc họ Hyperoliidae.
Đây là loài đặc hữu của Kenya.
Môi trường sống tự nhiên của chúng là đồng cỏ nhiệt đới hoặc cận nhiệt đới vùng đất cao, đầm nước, đất canh tác, và vùng đồng cỏ.